# Список найкасовіших фільмів

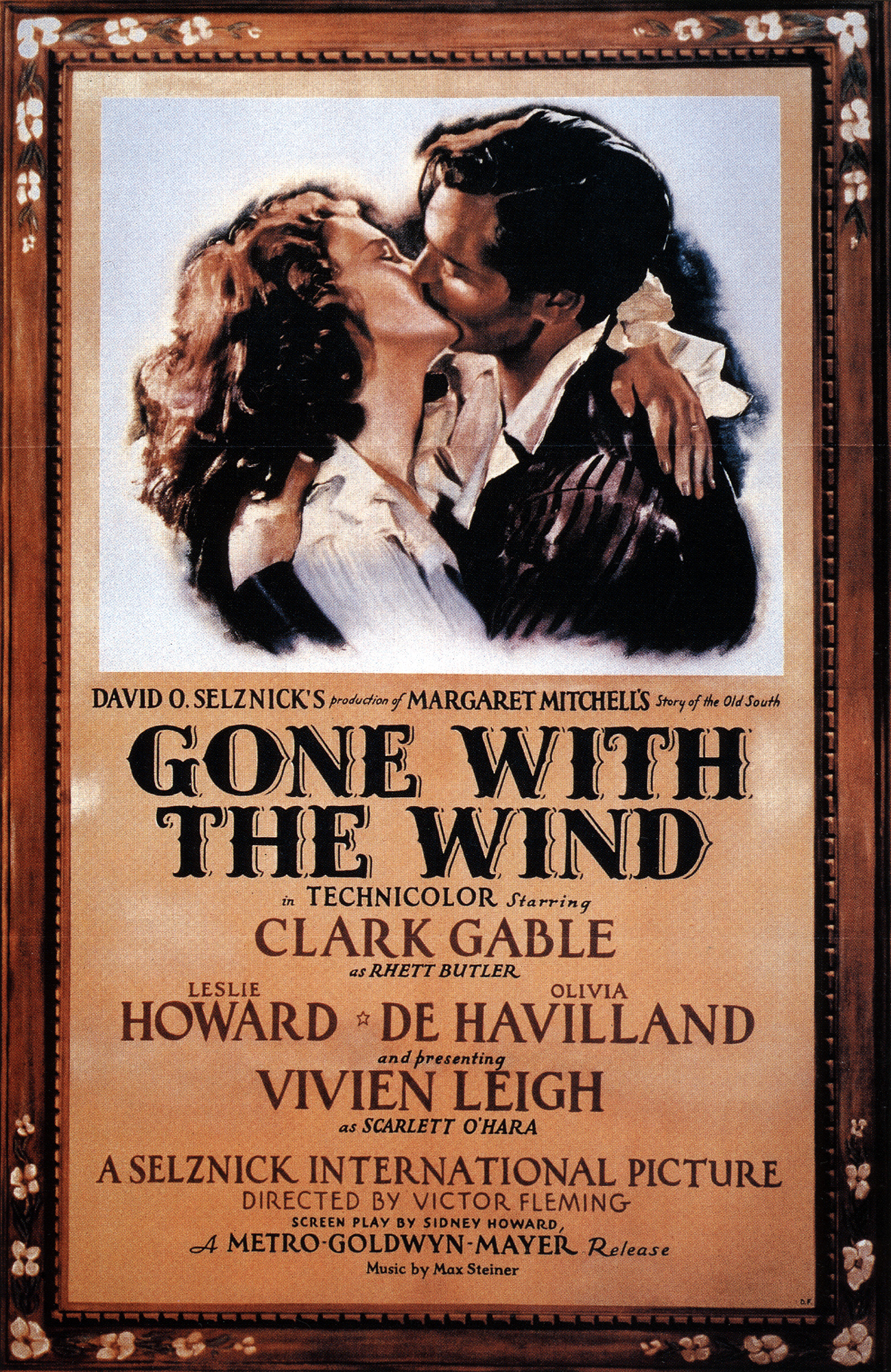
Фільм «Звіяні вітром» протягом понад двадцяти п'яти років був найкасовішим фільмом в історії кінематографу, а з урахуванням інфляції — залишається таким і досі.

Список заснований на остаточних сумах, зароблених фільмами з продажу квитків у кінотеатрах. Прибуток від відеопрокату, показу телебаченням тощо не враховується.
Суми вказуються у доларах США і не враховують інфляцію. Через ефект інфляції ціни на квитки в кінотеатри збільшуються з часом, що дає новішим фільмам вищі позиції в списку. Тому список, що не враховує інфляцію, не може бути об'єктивним способом порівняння зборів фільмів, що вийшли у різні роки. Студії воліють не враховувати інфляцію, щоб не зменшувати показники сучасних зборів.
39 фільмів (у тому числі 7 мультфільмів) подолали рубіж зборів в один мільярд доларів (без урахування інфляції). Рубіж у 2 млрд доларів подолали шість фільмів: Месники: Завершення (2019), Аватар (2009), Титанік (1997), Зоряні війни: Пробудження Сили (2015) Месники: Війна нескінченності (2018) та Аватар: Шлях води (2022) найкасовіший фільм в історії зняли режисери Брати Руссо. Джеймс Кемерон і Джефрі Джейкоб Абрамс також стали режисерами, чиї три фільми подолали рубіж у 2 млрд доларів. Своєю чергою Роберт Дауні-молодший — актор, що знявся у шести фільмах із касовими зборами понад мільярд доларів. Фільми студії Marvel Studios мають найбільшу кількість фільмів в рейтингу 100 найкасовіших фільмів у світі — 23 фільмів з загальними зборами понад 22,5 млрд доларів.

## Список найкасовіших фільмів у світі (без урахування інфляції)
Майже дев'яносто відсотків із 50 фільмів були випущені після 2000 року, у той час, як жоден фільм до 1977 не з'явився в списку, тому що ціна, чисельність населення та тенденції в придбанні квитків не розглядаються. Цифри наведені в доларах США (USD).Колір фону       позначає фільми, які перебувають у прокаті
| #  | Назва фільму                                                        | Студія                                                                                                | Світові збори  | Рік  |
| -- | ------------------------------------------------------------------- | --- | -------------- | ---- |
| 1  | Аватар                                                              | 20th Century Fox / Dune Entertainment                                                                 | $2,847,246,203 | 2009 |
| 2  | Месники: Завершення                                                 | Marvel Studios / Walt Disney Pictures                                                                 | $2,797,501,328 | 2019 |
| 3  | Титанік (з урахуванням 3D-версії 2012 року)                         | 20th Century Fox / Paramount Pictures / Lightstorm Entertainment                                      | $2,187,425,379 | 1997 |
| 4  | Зоряні війни: Пробудження Сили                                      | Walt Disney Pictures / Lucasfilm / Bad Robot Productions(англ.)                                       | $2,068,223,624 | 2015 |
| 5  | Месники: Війна нескінченності                                       | Marvel Studios / Walt Disney Pictures                                                                 | $2,048,359,754 | 2018 |
| 6  | Людина-павук: Додому шляху нема                                     | (англ.) Marvel Studios                                                                                | $1,892,372,927 | 2021 |
| 7  | Король Лев                                                          | Walt Disney Pictures                                                                                  | $1,656,943,394 | 2019 |
| 8  | Месники                                                             | Marvel Studios / Marvel Entertainment                                                                 | $1,518,812,988 | 2012 |
| 9  | Форсаж 7                                                            | Universal Pictures / Original Film / One Race Films                                                   | $1,516,045,911 | 2015 |
| 10 | Топ Ґан: Меверік                                                    | Paramount Pictures                                                                                    | $1,493,491,858 | 2022 |
| 11 | Месники: Ера Альтрона                                               | Marvel Studios                                                                                        | $1,405,403,694 | 2015 |
| 12 | Чорна Пантера                                                       | Marvel Studios / Walt Disney Pictures                                                                 | $1,346,913,161 | 2018 |
| 13 | Гаррі Поттер та Смертельні Реліквії: частина 2                      | Heyday Films / Warner Bros. Pictures / Moving Picture Company(англ.)                                  | $1,341,693,157 | 2011 |
| 14 | Зоряні війни: Останні джедаї                                        | Lucasfilm / Walt Disney Pictures                                                                      | $1,332,539,889 | 2017 |
| 15 | Світ Юрського періоду 2                                             | Universal Pictures / Amblin Entertainment(англ.)                                                      | $1,309,484,461 | 2018 |
| 16 | Крижане серце                                                       | Walt Disney Animation Studios / Walt Disney Pictures                                                  | $1,290,000,000 | 2013 |
| 17 | Красуня і Чудовисько                                                | Walt Disney Pictures / Mandeville Films                                                               | $1,263,521,126 | 2017 |
| 18 | Суперсімейка 2                                                      | The Walt Disney Company / Pixar                                                                       | $1,242,805,359 | 2018 |
| 19 | Форсаж 8                                                            | One Race Films/ Original Film / Universal Pictures                                                    | $1,238,764,765 | 2017 |
| 20 | Залізна людина 3                                                    | Marvel Studios / Paramount Pictures                                                                   | $1,214,811,252 | 2013 |
| 21 | Посіпаки                                                            | Universal Studios / Illumination                                                                      | $1,159,398,397 | 2015 |
| 22 | Перший месник: Протистояння                                         | Marvel Studios / Marvel Entertainment                                                                 | $1,153,304,495 | 2016 |
| 23 | Аквамен                                                             | Warner Brothers / DC Comics / The Stone Quarry                                                        | $1,148,161,807 | 2018 |
| 24 | Володар Перснів: Повернення короля                                  | New Line Cinema / WingNut Films                                                                       | $1,142,219,401 | 2003 |
| 25 | Людина-павук: Далеко від дому                                       | Marvel Studios / Walt Disney Pictures                                                                 | $1,131,927,996 | 2019 |
| 26 | Капітан Марвел                                                      | Marvel Studios / Walt Disney Pictures                                                                 | $1,128,274,794 | 2019 |
| 27 | Трансформери: Темний бік Місяця                                     | Hasbro Studios(англ.) / Lorenzo di Bonaventura(англ.) / Paramount Pictures                            | $1,123,794,079 | 2011 |
| 28 | Скайфолл                                                            | Metro-Goldwyn-Mayer / Eon Productions(англ.)                                                          | $1,108,561,013 | 2012 |
| 29 | Трансформери: Час вимирання                                         | Hasbro Studios(англ.) / Lorenzo di Bonaventura(англ.) / Paramount Pictures China Movie Channel(англ.) | $1,104,054,072 | 2014 |
| 30 | Темний лицар повертається                                           | DC Comics / Legendary Pictures / Syncopy Inc./ Warner Brothers                                        | $1,084,939,099 | 2012 |
| 31 | Джокер                                                              | DC Comics/Warner Bros.                                                                                | $1,074,251,311 | 2019 |
| 32 | Зоряні війни: Скайвокер. Сходження                                  | Universal Pictures / Legendary Pictures / Amblin Entertainment(англ.)                                 | $1,074,144,248 | 2019 |
| 33 | Історія іграшок 4                                                   | Walt Disney Pictures / Pixar                                                                          | $1,073,394,593 | 2019 |
| 34 | Історія іграшок 3                                                   | Walt Disney Pictures / Pixar                                                                          | $1,066,969,703 | 2010 |
| 35 | Пірати Карибського моря: Скриня мерця                               | Walt Disney Pictures                                                                                  | $1,066,179,725 | 2006 |
| 36 | Бунтар Один. Зоряні Війни. Історія                                  | Lucasfilm / Walt Disney Studios Motion Pictures                                                       | $1,056,057,273 | 2016 |
| 37 | Аладдін                                                             | Walt Disney Studios Motion Pictures/Rideback                                                          | $1,050,693,953 | 2019 |
| 38 | Пірати Карибського моря: На дивних берегах                          | Walt Disney Pictures                                                                                  | $1,045,713,802 | 2011 |
| 39 | Нікчемний я 3                                                       | Illumination / Universal Pictures                                                                     | $1,034,799,409 | 2017 |
| 40 | Парк Юрського періоду (з урахуванням 3D-версії 2013 року)           | Universal Pictures / Amblin Entertainment(англ.)                                                      | $1,029,939,903 | 1993 |
| 41 | У пошуках Дорі                                                      | Pixar Animation Studios / Walt Disney Pictures                                                        | $1,028,570,889 | 2016 |
| 42 | Зоряні війни: Прихована загроза (з урахуванням 3D-версії 2012 року) | Lucasfilm                                                                                             | $1,027,044,677 | 1999 |
| 43 | Аліса у Дивокраї                                                    | Walt Disney Pictures                                                                                  | $1,025,467,110 | 2010 |
| 44 | Зоотрополіс                                                         | Walt Disney Animation Studios/Walt Disney Pictures                                                    | $1,023,784,195 | 2016 |
| 45 | Хоббіт: Несподівана подорож                                         | New Line Cinema / Metro-Goldwyn-Mayer / WingNut Films(англ.)                                          | $1,021,103,568 | 2012 |
| 46 | Темний лицар                                                        | DC Comics / Legendary Pictures / Syncopy Inc./ Warner Brothers                                        | $1,004,934,033 | 2008 |
| 47 | Гаррі Поттер і Смертельні реліквії: Частина 1                       | Heyday Films / Warner Brothers                                                                        | $988,958,240   | 2010 |
| 48 | Гаррі Поттер і філософський камінь                                  | 1492 Pictures(англ.) / Heyday Films / Warner Brothers                                                 | $978,087,613   | 2001 |
| 49 | Нікчемний Я 2                                                       | Universal Studios / Illumination                                                                      | $970,761,885   | 2013 |
| 50 | Король-лев (з урахуванням 3D-версії 2012 року)                      | Walt Disney Pictures / Walt Disney Animation Studios                                                  | $968,483,777   | 1994 |

## Список найкасовіших років з чарту топ-100 фільмів у світі (без урахування інфляції)
В цій таблиці представлені сумарні збори за роками фільмів які увійшли до списку «топ 100 найкасовіших фільмів у світі». Цифри наведені в доларах США (USD). Таблиця станом на 03-02-2019.
| #  | Рік  | Кількість фільмів | Збори           | Позиція за рік |
| -- | ---- | ----------------- | --------------- | -------------- |
| 1  | 1977 | 1                 | $775,398,007    | 25             |
| 2  | 1982 | 1                 | $792,910,554    | 24             |
| 3  | 1993 | 1                 | $1,029,939,903  | 20             |
| 4  | 1994 | 1                 | $968,483,777    | 22             |
| 5  | 1996 | 1                 | $817,400,891    | 23             |
| 6  | 1997 | 1                 | $2,186,772,302  | 16             |
| 7  | 1999 | 1                 | $1,027,044,677  | 21             |
| 8  | 2001 | 2                 | $1,846,695,117  | 17             |
| 9  | 2002 | 3                 | $2,627,037,893  | 12             |
| 10 | 2003 | 3                 | $2,802,700,999  | 13             |
| 11 | 2004 | 3                 | $2,500,293,648  | 14             |
| 12 | 2005 | 3                 | $2,490,678,961  | 15             |
| 13 | 2006 | 2                 | $1,824,419,576  | 18             |
| 14 | 2007 | 4                 | $3,593,136,142  | 10             |
| 15 | 2008 | 2                 | $1,791,194,477  | 19             |
| 16 | 2009 | 5                 | $6,215,051,557  | 7              |
| 17 | 2010 | 5                 | $4,630,853,749  | 9              |
| 18 | 2011 | 3                 | $3,511,022,100  | 11             |
| 19 | 2012 | 7                 | $7,198,277,490  | 5              |
| 20 | 2013 | 7                 | $6,817,671,530  | 6              |
| 21 | 2014 | 6                 | $5,092,882,601  | 8              |
| 22 | 2015 | 7                 | $9,556,956,583  | 2              |
| 23 | 2016 | 10                | $9,315,802,634  | 4              |
| 24 | 2017 | 12                | $11,714,142,490 | 1              |
| 25 | 2018 | 8                 | $9,506,057,398  | 3              |
| 26 | 2019 | -                 |                 | -              |

## Найкасовіші фільми з урахуванням інфляції
Найкасовіші фільми з урахуванням інфляціїInf
| Рейтинг | Назва                          | Касові збори (у доларах) | Рік  |
| ------- | ------------------------------ | ------------------------ | ---- |
| 1       | Звіяні вітром                  | $3,713,000,000           | 1939 |
| 2       | Аватар                         | $3,263,000,000           | 2009 |
| 3       | Титанік                        | T$3,087,000,000          | 1997 |
| 4       | Зоряні війни                   | $3,049,000,000           | 1977 |
| 5       | Месники: Завершення            | $2,798,000,000           | 2019 |
| 6       | Звуки музики                   | $2,554,000,000           | 1965 |
| 7       | Іншопланетянин                 | $2,493,000,000           | 1982 |
| 8       | Десять заповідей               | $2,361,000,000           | 1956 |
| 9       | Доктор Живаго                  | $2,238,000,000           | 1965 |
| 10      | Зоряні війни: Пробудження Сили | $2,206,000,000           | 2015 |

Inf Рівень інфляції обчислюється, відповідно до індексу споживчих цін, який публікує Міжнародний валютний фонд. Індекс рівномірно застосовується до зборів, оприлюднених у рейтингу книги рекордів Гіннесса у 2014 році, починаючи з індексу 2014 року. Цифри у наведеній табличці беруть до уваги інфляцію, що відбулася у 2014 році та у подальші роки, щодо яких є інформація.
T Переобчислений Книгою рекордів Гіннесса підсумок для Титаніка збільшився на $102,000,000 між виданнями 2012 (опубліковане у 2011) та 2015 років, загальні збори виросли на 4.2% завдяки повторному релізу у 3-D у 2012 році. This chart incorporates the gross of $343 550 770 Ця сума індексується за показником інфляції 2014 року. Титанік зібрав ще $691,642 завдяки обмеженому прокату у 2017 році, приуроченому до 20-річчя прем'єри, але на цю суму індекс інфляції не поширюється.

## Список найприбутковіших серій фільмів
Список найприбутковіших серій фільмів
До 2000 року тільки сім серій фільмів досягли касових зборів в 1 мільярд доларів. Джеймс Бонд, Зоряні війни, Індіана Джонс, Роккі, Бетмен, Парк Юрського періоду і Зоряний шлях. З початку нового століття число таких серій перевищило 30. Частково це пов'язано з інфляцією, частково із тим, що в Голлівуді почали екранізовувати класичні літературні твори (наприклад, "Володар перснів") та розвивати лінії добре відомих персонажів (Індіана Джонс). Методологія полягає в тому, що люди з більшою імовірністю підуть у кіно, із яким вони уже хоча б частково знайомі. Серія фільмів про Гаррі Поттера зібрала найбільше — 7,7 мільярда доларів за 8 фільмів. Поряд із тим, серія фільмів про Джеймса Бонда виробництва EON є найкасовішою з урахуванням інфляції (за цінами 2012 року, вона в сумі зібрала понад 13 мільярдів доларів). Якщо брати до уваги прибутки від мерчендайзингу, найприбутковішою серією фільмів є «Зоряні війни» із результатом у 22 мільярди доларів (тільки третина цієї суми, з урахуванням інфляції, належить власне прокату фільмів). Історія Середзем'я від Пітера Джексона є номінальним рекордсменом за середнім рівнем касових зборів кожного із фільмів серії (близько 980 мільйонів доларів).
| №  | Серія                   | Студія                                                                                  | Всесвітні збори | Кількість фільмів | Збори в середньому на фільм | Найприбутковіший фільм серії                                    |
| -- | ----------------------- | --------------------------------------------------------------------------------------- | --------------- | ----------------- | --------------------------- | --------------------------------------------------------------- |
| 1  | Кіновсесвіт Marvel      | The Walt Disney Company, Marvel Studios, Paramount Pictures Universal Studios           | $22,590,455,007 | 23                | $982,078,679                | Месники: Завершення ($2,797,800,564)                            |
| 2  | Зоряні війни            | 20th Century Fox, Lucasfilm                                                             | $10,281,942,633 | 11                | $856,276,911                | Зоряні війни: Пробудження Сили ($2,068,223,624)                 |
| 3  | Гаррі Поттер            | Warner Bros.                                                                            | $9,194,451,317  | 10                | $919,445,132                | Гаррі Поттер та Смертельні Реліквії: частина 2 ($1 341 693 157) |
| 4  | Месники                 | The Walt Disney Company, Marvel Studios                                                 | $7,767,987,269  | 4                 | $1,942,594,250              | Месники: Завершення ($2,797,800,564)                            |
| 5  | Людина-павук            | Marvel Studios, Columbia Pictures                                                       | $7,227,553,657  | 9                 | $801,504,775                | Людина-павук: Далеко від дому ($1,131,928,519)                  |
| 6  | Джеймс Бонд             | MGM (1983-донині), UA (1962—1995), Columbia Pictures (2006—2008)                        | $7,119,674,009  | 26                | $270,822,876                | Скайфолл ($1,108,561,013)                                       |
| 7  | Люди Ікс                | 20th Century Fox                                                                        | $6,049,624,526  | 12                | $503,028,978                | Дедпул 2 ($785,046,920)                                         |
| 8  | Бетмен                  | Warner Bros.                                                                            | $6,045,357,498  | 16                | $379,156,198                | Темний лицар повертається ($1,084,939,099)                      |
| 9  | Форсаж                  | Universal Pictures                                                                      | $5,901,209,964  | 9                 | $654,867,272                | Форсаж 7 ($1,516,045,911)                                       |
| 10 | Середзем'я              | New Line Cinema                                                                         | $5,858,068,354  | 6                 | $840,641,155                | Володар Перснів: Повернення короля ($1,120,237,002)             |
| 11 | Світи DC                | Legendary Pictures, Syncopy Inc. DC Entertainment, RatPac-Dune Entertainment            | $5,280,932,101  | 7                 | $754,418,872                | Аквамен ($1,147,761,807)                                        |
| 12 | Парк юрського періоду   | Universal Studios                                                                       | $4,998,557,380  | 5                 | $999,711,476                | Світ Юрського періоду ($1,671,713,208)                          |
| 13 | Трансформери            | DreamWorks, Paramount Pictures United International Pictures                            | $4,853,126,073  | 7                 | $693,303,725                | Трансформери: Темний бік Місяця ($1,123,794,079)                |
| 14 | Пірати Карибського моря | Walt Disney Pictures                                                                    | $4,524,439,761  | 5                 | $904,887,952                | Пірати Карибського моря: Скриня мерця ($1,066,179,725)          |
| 15 | Нікчемний я             | Illumination, Universal Pictures                                                        | $3,708,073,676  | 4                 | $927,018,419                | Посіпаки ($1,159,398,397)                                       |
| 16 | Місія нездійсненна      | Paramount Pictures                                                                      | $3,570,477,227  | 6                 | $595,079,538                | Місія нездійсненна: Фолаут ($791,115,104)                       |
| 17 | Шрек                    | DreamWorks Animation                                                                    | $3,510,794,482  | 5                 | $702,158,896                | Шрек 2 ($919,838,758)                                           |
| 18 | Сутінки                 | Summit Entertainment                                                                    | $3,346,157,056  | 5                 | $669,231,411                | Сутінки Сага: Світанок — Частина 2 ($829,746,820)               |
| 19 | Льодовиковий період     | 20th Century Fox, Blue Sky                                                              | $3,217,251,681  | 5                 | $643,450,336                | Льодовиковий період 3: Ера динозаврів ($886,686,817)            |
| 20 | Історія іграшок         | Walt Disney Pictures, Pixar                                                             | $3,043,569,798  | 4                 | $760,892,450                | Історія іграшок 4 ($1,073,394,593)                              |
| 21 | Голодні ігри            | Lionsgate, Color Force                                                                  | $2,968,191,442  | 4                 | $742,047,861                | Голодні ігри: У вогні ($865,011,746)                            |
| 22 | Хоббіт                  | New Line Cinema, Metro-Goldwyn-Mayer WingNut Films                                      | $2,922,948,044  | 3                 | $974,316,015                | Хоббіт: Несподівана подорож ($1,021,103,568)                    |
| 23 | Аватар                  | 20th Century Fox, Lightstorm Entertainment, RatPac-Dune Entertainment і Ingenious Media | $2,789,705,275  | 1                 | $2,789,705,275              | Аватар ($2,789,705,275)                                         |
| 24 | Крижане серце           | Walt Disney Animation Studios / Walt Disney Studios                                     | $2,696,474,969  | 2                 | $1,348,237,485              | Світанок планети мавп ($746,921,274)                            |
| 25 | Король лев              | Walt Disney Pictures                                                                    | $2,625,427,171  | 2                 | $1,312,713,586              | Король Лев ($1,656,943,394)                                     |

## Найбільш касові фільми по роках
| Рік  | Назва фільму                                    | Світові збори  |
| ---- | ----------------------------------------------- | -------------- |
| 2000 | Місія неможлива 2                               | $546,388,105   |
| 2001 | Гаррі Поттер і філософський камінь              | $975,051,288   |
| 2002 | Володар перснів: Дві вежі                       | $926,349,708   |
| 2003 | Володар перснів: Повернення короля              | $1,120,237,002 |
| 2004 | Шрек 2                                          | $919,838,758   |
| 2005 | Гаррі Поттер і келих вогню                      | $897,099,794   |
| 2006 | Пірати Карибського моря: Скриня мерця           | $1,066,179,725 |
| 2007 | Пірати Карибського моря: На краю світу          | $963,420,425   |
| 2008 | Темний лицар                                    | $1,004,558,444 |
| 2009 | Аватар                                          | $2,789,679,794 |
| 2010 | Історія іграшок 3                               | $1,066,969,703 |
| 2011 | Гаррі Поттер і Смертельні реліквії: частина 2   | $1,341,693,157 |
| 2012 | Месники                                         | $1,518,812,988 |
| 2013 | Крижане серце                                   | $1,290,000,000 |
| 2014 | Трансформери 4:Час Вимирання                    | $1,104,039,076 |
| 2015 | Зоряні війни: Пробудження Сили                  | $2,068,223,624 |
| 2016 | Перший месник: Протистояння                     | $1,153,304,495 |
| 2017 | Зоряні війни: Останні джедаї                    | $1,332,539,889 |
| 2018 | Месники: Війна нескінченності                   | $2,048,359,754 |
| 2019 | Месники: Завершення                             | $2,797,800,564 |
| 2020 | Клинок, який знищує демонів: Нескінченний поїзд | $507,119,058   |
| 2021 | Людина-павук: Додому шляху нема                 | $1,921,847,111 |
| 2022 | Аватар: Шлях води                               | $2,320,250,281 |
| 2023 | Барбі                                           | $1,445,638,421 |